# Cyathea subdubia
Cyathea subdubia är en ormbunkeart som först beskrevs av Cornelis Rugier Willem Karel van Alderwerelt van Rosenburgh, och fick sitt nu gällande namn av Karel Domin. Cyathea subdubia ingår i släktet Cyathea och familjen Cyatheaceae. Inga underarter finns listade.